# Bruxelles
 Denne artikel omhandler Bryssel som byområde. Opslagsordet har også en anden betydning, se Bruxelles kommune.
Bruxelles eller Bryssel (nederlandsk: Brussel; fransk: Bruxelles; tysk: Brüssel) indeholder Belgiens hovedstad, Bruxelles-Ville. Bruxelles er sæde for NATO og mange af EU-institutionerne, inklusive Kommissionen og det ene af Europa-Parlamentets to mødesteder. Bruxelles har 1.218.255(2020) indbyggere. Området er helt omringet af Flandern.

## Administration
Bruxelles udgør en selvstændig region (fransk Région Bruxelles-Capitale, nederlandsk Brussels Hoofdstedelijk Gewest) der udgør et samlet byområde med godt én million indbyggere. Regionen består af 19 kommuner, hvor selve kommunen Bruxelles (Ville de Bruxelles, Stad Brussel) udgør den inderste del med 145.000 indbyggere (2006). Ifølge den belgiske forfatnings § 194 er det byen Bruxelles (dvs. kommunen, ikke regionen) der er hovedstad.
Regionen Bruxelles ligger som en enklave omsluttet af regionen Flandern og tilhører hverken Vallonien eller Flandern, men har siden 1989 været et tredje administrativt område med eget parlament og egen regering.
Antallet af kommuner i hele agglomerationen kommer op på mellem 31 og 41 kommuner i alt, inklusive dele af fire provinser, herunder provinserne Vlaams-Brabant med 65 kommuner og Brabant Wallon med 27 kommuner, afhængig af definition, hvis man vil tælle forstadskommuner med, som bl.a. har kollektiv trafik for pendlere til og fra centralkommunerne indenfor regionen.

## Sprog
Både fransk og nederlandsk er officielle sprog i regionen Bryssel, men flertallet har fransk som modersmål, og fransk dominerer i det offentlige liv.
En undersøgelse fra 2006 viste at fransk tales som familiesprog af 77 %, nederlandsk af 16 %, mens 27 % taler et fremmed sprog. Byen har et stort antal udlændinge, dels indvandrere fra især Nordafrika og Tyrkiet, dels medarbejdere og lobbyister ved EU og andre internationale institutioner og firmaer.
Oprindeligt var Bryssel en flamsktalende by, og ved Belgiens løsrivelse fra det nuværende Holland i 1830 talte kun 10-15 % af borgerne fransk, mens fransk var adelens og det højere borgerskabs sprog. I 1800-tallet havde kun de højere samfundslag stemmeret, og flamsk havde ingen status som kultursprog, i skolen eller i administration. Inden for de følgende generationer blev byen forfransket, men indtil omkring 1950 var de flamsktalende i flertal. Da byen bredte sig ud i 1900-tallet blev mange kommuner indlemmet i Bruxelles-provinsen, så snart de tiårlige folketællinger viste et fransktalende flertal.
I dag har borgerne krav på at blive mødt med enten fransk eller flamsk af myndighederne, fx på sygehusene, men i praksis fungerer den offentlige service primært på fransk. I bybilledet ses både gadenavne og reklamer på begge sprog. Selv om Bryssel er overvejende fransktalende, spiller den en rolle som handels- og arbejdsby for folk fra Flandern. Bryssel er desuden hovedstad for den Flamske Region, selv om byen ikke selv ligger i den.
Den flamske dialekt i Bryssel kaldes Brussels, og er en brabantsk dialekt med mange franske ord og udtryk. Bl.a. Tintin er blevet oversat til brysselsk. Den franske dialekt (Bruxellois, Brusseleer, Brusselair) er ikke vallonsk, men en variant af det franske rigssprog med flamsk (og vallonsk) indflydelse. Den er bl.a. brugt i sange af Jacques Brel, der kom fra Bruxelles og opfattede sig som en flamsk sanger med fransk sprog.
Det traditionelle danske navn for byen er Bryssel, som sandsynligvis ikke er overtaget direkte fra nederlandsk, men via det tyske navn Brüssel.

## Historie
Bruxelles er tidligst nævnt som Bruocsella, hvilket kommer af oldnederlandsk bruoc (moderne nederlandsk broek, mose) og sella (bebyggelse).
Byen blev grundlagt omkring 979 på den lille ø Saint-Géry/Sint-Gorik i floden Senne/Zenne, hvor Karl, søn af Ludvig IV byggede et lille fort. Resten af området, som Bruxelles er bygget på i dag, var mose.
Byen blev i senmiddelalderen hovedstad for hertugdømmet Brabant og fra 1400-tallet residensby for de burgundiske hertuger, der samlede Nederlandene og forsøgte at forene de nederlandske provinser med deres stamland Burgund. Under burgunderne konkurrerede hoffet i Bruxelles direkte med det franske hof i Paris hvad kunst og kultur angik (flamsk polyfoni, flamske tæpper, flamsk maleri).  
Under Karl V blev byen hovedstad for hele Nederlandene, men Karls søn Filip II bekæmpede de mange calvinister, hvilket førte til en regulær borgerkrig, hvorefter Filip sendte sin hær. To vigtige adelsmænd, greverne Egmont og Hoorn, blev halshugget på Grand-Place/Grote Markt. Hændelsen gjorde imidlertid kun ondt værre, så splittelsen af Nederlandene i et nordligt, selvstændigt område med religionsfrihed og et sydligt, katolsk og besat område, ikke kunne undgås.   
I 1695 belejrede solkongen Ludvig 14. af Frankrig byen og skød ca. 4.000 huse i grus. Genopbygningen gav plads til de mange flotte huse, som den dag i dag kan ses på Grand Place. Torvet står på UNESCO's Verdensarvsliste.
Bruxelles forblev under spansk-habsburgsk, senere østrigsk-habsburgsk herredømme, indtil 1794, da franske revolutionstropper besatte de østrigske Nederlande og indlemmede området i Frankrig. De franske troppers endegyldige nederlag under deres kejser Napoleon blev afgjort få kilometer fra byen i Waterloo. 
I 1813 genforenedes de sydlige og nordlige Nederlande i Kongeriget Nederlandene, og både Amsterdam og Bruxelles var hovedstad. Bruxelles blev et af stederne hvor borgerskabets modstand mod det "hollandske" styre spirede frem. Efter opførelsen af operaen Den stumme fra Portici i 1830 udbrød der spontane optøjer i byen, som førte til revolution. De sydlige Nederlande blev uafhængige under navnet Belgien. Bruxelles blev landets hovedstad og residensby for den nye konge Leopold I.
Byens gamle bymur blev revet ned, og gav plads til Kleine Ring/Petite Ceinture, ringgaden som omkranser den historiske bykerne. Floden Senne/Zenne, som går midt igennem byen, blev under Leopold II overdækket, og hele kvarterer blev sløjfet til fordel for monumentale byggerier. 
Både under 1. og 2. verdenskrig blev Bruxelles erklæret "åben by", og der fandt ingen kamphandlinger sted. 
Fra 1960'erne og frem kom mange indvandrere fra primært de tidligere franske kolonier i Nordafrika til byen. Samtidig flyttede en del af den fransktalende middelklasse ud til de flamske landkommuner, hvilket førte til en lokal opblussen af sprogstriden, som stadig er meget aktuel i omegnskommunerne.

## Seværdigheder
- Grand-Place/Grote Markt
- Den gotiske domkirke Saint Michel/Sint-Michiel, opkaldt efter byens skytsengel Mikael
- Manneken Pis, den kendte fontæne
- Jeanneke Pis, kvindeligt modstykke til Manneken Pis
- Hortamuseet, museum for en af jugendstilens skabere
- Musikinstrumentmuseet, der ligger i  gamle bygning Old England
- Atomium, en godt 100 meter høj stålkonstruktion, som forestiller et jernmolekyle
- Det belgiske tegneseriecenter
- Bryggerimuseet på Grand-Place/Grote Markt med bl.a. med øltypen geuze, som angivelig kun kan spontangære på Bruxelles-egnen
- Delirium Café, ølbar med mere end 2000 typer øl